# David Odenthal
David Hormoz Odenthal-Ghadamgahi (* 16. März 1979 in Köln) ist ein deutscher Footballtrainer und ehemaliger -spieler.

## Laufbahn
Odenthal, der auch Schwimmsport auf Leistungsebene betrieb, begann seine Footballlaufbahn bei den Cologne Crocodiles und spielte bis 2000 für die Kölner. In seinem letzten Jahr wurde er mit der Mannschaft deutscher Meister. 2000 ging der 1,88 Meter große, auf den Positionen Offensive Guard sowie Center eingesetzte Spieler an die University of Toledo in die Vereinigten Staaten. An derselben Hochschule hatte sein Kölner Trainer Kirk Heidelberg in den frühen 1990er Jahren eine Co-Trainerstelle innegehabt. Odenthal gehörte als erster Deutscher der dortigen Football-Hochschulmannschaft an. Er war bis 2004 Mitglied der Mannschaft und studierte an der Universität Internationale Wirtschaft. Odenthal setzte in der Saison 2000 aus, 2001 wurde er in einem Spiel eingesetzt. 2002 kam er auf fünf Einsätze und stand 2003 als Center dann in zwölf Spielen in der Anfangsaufstellung. Er war Mitglied der Mannschaft der University of Toledo, die 2001 und 2004 den Meistertitel in der Mid American Conference (MAC) sowie 2001 den Motor City Bowl gewann. Auch 2002 und 2004 nahm er mit Toledo am Motor City Bowl teil, beide Spiele wurden jedoch verloren.
2005 kam er nach Deutschland zurück und schloss sich den Düsseldorf Panthern (GFL) an. Ebenfalls im Jahr 2005 gewann er mit der deutschen Nationalmannschaft die World Games sowie Silber bei der Europameisterschaft. 2006 stand Odenthal in der NFL Europe bei den Cologne Centurions und 2007 in derselben Liga bei der Düsseldorfer Mannschaft Rhein Fire unter Vertrag. Er nahm mit der Nationalmannschaft an der Weltmeisterschaft 2007 teil und holte dort die Bronzemedaille.
2007 übernahm er bei den Cologne Falcons das Manageramt, war weiterhin im Trainerstab der GFL-Mannschaft für die Offensive Line verantwortlich (seit 2006) und brachte sich zudem als Jugendtrainer in die Vereinsarbeit ein. Im Dezember 2007 wurde er zudem in den Trainerstab der deutschen Junioren-Nationalmannschaft berufen und dort für die Betreuung der Offensive Line zuständig. 2009 führte er die Kölner Jugend als Cheftrainer in der deutschen Meisterschaft zu Silber und 2011 ungeschlagen zur deutschen Meisterschaft, im Endspiel wurden die Düsseldorf Panther bezwungen.
Ende Juli 2011 wurde er Cheftrainer der Herrenmannschaft der Falken, nachdem René Neunzig in die USA gegangen war. Odenthal blieb auch in der Folge Cheftrainer und schaffte mit der Mannschaft 2012 den Aufstieg in die höchste deutsche Spielklasse, die GFL. Er hatte bei den Cologne Falcons auch das Amt des 1. Vorsitzenden inne.
Im Juni 2013 wurde Odenthal Cheftrainer der Cologne Crocodiles. Unter seiner Leitung stieg man im Spieljahr 2013 in die zweite Liga auf. Im Februar 2015 gab Odenthal sein Cheftraineramt bei den Kölnern aus persönlichen sowie beruflichen Ursachen ab. 2016 wurde Odenthal bei den Crocodiles wieder im Trainerstab tätig und übernahm die Aufgabe der Koordinierung des Angriffsspiels. In diesem Amt trug er zum GFL-Wiederaufstieg 2016 bei. 2022 gelang ihm mit den Crocodiles des Einzug ins Halbfinale um die deutsche Meisterschaft, was dem Verein zuvor 22 Jahre lang nicht gelungen war. Odenthal wurde 2022 als GFL-Trainer des Jahres ausgezeichnet. Kurz vor Beginn der Saison 2023 wurde Odenthal von den Cologne Crocodiles entlassen, nachdem es zwischen ihm und dem Vorstand Streitigkeiten um Spielerverpflichtungen und den Mannschaftshaushalt gegeben hatte. Infolgedessen zogen sich sämtliche Trainer der Kölner zurück, die Mannschaft wurde im April 2023 aus der höchsten deutschen Spielklasse abgemeldet. Im Mai 2023 übernahm Odenthal wieder Aufgaben in dem Verein, als er zum 2. Vorsitzenden gewählt und das Amt des Sportdirektors übertragen bekam, um den Herrenbereich der Cologne Crocodiles neu aufzubauen.